# Uberabasuchus
Uberabasuchus – rodzaj krokodylomorfa z rodziny Peirosauridae żyjącego w późnej kredzie na terenie dzisiejszej Brazylii. Został opisany w oparciu o czaszkę wraz z żuchwą oraz niekompletny szkielet pozaczaszkowy (CPPLIP 630) odkryte w datowanych na kampan-mastrycht osadach formacji Marília w stanie Minas Gerais. Odkryto tam również dwa inne późnokredowe krokodylomorfy – Itasuchus i Peirosaurus. Nazwa gatunku typowego rodzaju Uberabasuchus, U. terrificus, pochodzi od miasta Uberaba, zlatynizowanego greckiego słowa souchos („krokodyl”) oraz terrificus („straszliwy”).
Czaszka Uberabasuchus jest trójkątna z umiarkowanie wąskim pyskiem. Oczodoły były okrągłe i stosunkowo duże. Uberabasuchus miał co najmniej dwanaście zębów w kości szczękowej, wykazujących pewien stopień heterodontyzmu. Pierwsze trzy zęby są ciasno ułożone i sukcesywnie coraz większe. Trzeci ząb szczękowy jest największy, dziewięć kolejnych jest mniejszych i w przybliżeniu tej samej wielkości. W kości zębowej znajdowało się prawdopodobnie 11–12 zębów.
Według analizy kladystycznej przeprowadzonej przez Carvalho i współpracowników najbliższym krewnym Uberabasuchus jest Mahajangasuchus – rodzaje te miałyby tworzyć wewnątrz Peirosauridae klad, nazwany przez autorów Mahajangasuchini. Według analizy pozostałymi członkami Peirosauridae są Peirosaurus i Lomasuchus. Późniejsze analizy zaprzeczyły takiej hipotezie, sugerując, że Uberabasuchus i Mahajangasuchus nie są ze sobą blisko spokrewnione, gdyż Uberabasuchus należy do grupy Sebecia, a Mahajangasuchus do Mahajangasuchidae.